# Relaciones Perú-Sudáfrica
Las Relaciones Perú-Sudáfrica (en zulú: Ubudlelwano baseNingizimu Afrika-Peru) se refieren a las relaciones internacionales entre el República del Perú y la República de Sudáfrica, ambos países ubicados en el hemisferio Sur.
Actualmente los peruanos pueden ingresar sin visa a Sudáfrica.

## Historia
Las relaciones se establecieron oficialmente en 1974,aunque extraoficialmente existían con anterioridad, como se ve en el nombramiento en 1970 de un cónsul honorario de Sudáfrica en Perú.
Durante la década de 1980, el Perú jugó un papel activo en la oposición a la política sudafricana de apartheid, participando en la Conferencia Mundial sobre Sanciones contra la Sudáfrica Racista que tuvo lugar en junio de 1986 en París, organizada por la UNESCO.
En 1985, el consulado general peruano en Ciudad del Cabo —que existía al menos desde la década de 1960—fue cerrado por Allan Wagner Tizón en protesta por el apartheid y la ocupación sudafricana de Namibia.En 1986, antes de la independencia de Namibia y como parte de las protestas, el gobierno peruano rompió sus relaciones con el gobierno sudafricano y estableció relaciones con la Organización Popular de África Sudoeste (SWAPO),que se convirtió en el partido gobernante de una Namibia independiente en 1989, durante una cumbre de ese año del Movimiento de Países No Alineados.Como parte de este desarrollo, el presidente de la SWAPO, Sam Nujoma, visitó Lima y en julio del mismo año se abrió una oficina de representación de la SWAPO.
Otros avances de ese año incluyeron una contribución monetaria al Fondo África, el nombramiento de embajadores en Kenia y Zimbabue, una misión de evaluación a Zambia y en octubre del mismo año, Perú fue sede de una reunión de cooperación con países subsaharianos en Lima, donde cuatro países (Kenia, Ghana, Nigeria y Guinea Ecuatorial) se unieron a los Estados de Primera Línea.
En 1988 se celebró en Lima, con la cooperación del gobierno peruano, el "Seminario sobre el papel de los medios de comunicación latinoamericanos y caribeños en la campaña internacional contra el apartheid" y estuvo presidido por el Ministro de Relaciones Exteriores y Ministro de Justicia en funciones, Gonzalo Durant Aspíllaga. Entre los asistentes se encontraban 17 países de América Latina y el Caribe, periodistas sudafricanos y representantes de SWAPO.
Tras el fin de la política racial y la independencia de Namibia, Perú abrió una embajada el 11 de enero de 1994.
En 2010 se inauguró una estatua de Nelson Mandela en San Isidro, un distrito de Lima.La ceremonia de inauguración contó con la entonces embajadora sudafricana Leslie Manley.
La embajada de Sudáfrica en Lima, que abrió por primera vez en enero de 1998,cerró en 2021.

## Relaciones económicas
En el 2011, el intercambio comercial entre Perú y Sudáfrica sumó 114,458.000 dólares.
Sudáfrica es el principal destino de las exportaciones peruanas a África.Perú abrió una oficina comercial en Pretoria en 2013.
En 2019, el comercio entre Perú y Sudáfrica disminuyó un 33,9%, alcanzando los 77 millones de dólares, tras haber aumentado en 6 millones de dólares el año anterior. En los cinco años anteriores, las exportaciones peruanas a Sudáfrica disminuyeron a una tasa promedio anual del 15,4% y en 2019 sumaron US$ 42 millones.

## Misiones diplomáticas
- Perú tiene una embajada en Pretoria.
- Sudáfrica no tiene una embajada, acreditada en la embajada en Santiago de Chile, Chile.